# Tramlijn Goes - Wolphaartsdijkse Veer
De tramlijn Goes - Wolphaartsdijkse Veer was een tramlijn op Zuid-Beveland. De lijn liep van Goes via Wolphaartsdijk naar het Wolphaartsdijkse Veer aan het Veerse Meer alwaar er aansluiting was op het veer naar Kortgene.

## Geschiedenis
De lijn was een van de drie lijnen die in 1927 werden geopend door de Spoorweg-Maatschappij Zuid-Beveland. Al op 15 mei 1934 is de reizigersdienst op de lijn opgeheven door tegenvallende resultaten. Goederenvervoer heeft plaatsgevonden tot 24 augustus 1942. Hierna werd de lijn op last van de Duitse bezetter ontmanteld en afgevoerd.

## Restanten
Door ruilverkaveling is er weinig terug te vinden van de lijn in het landschap. Op luchtfoto's is er echter op verschillende plekken verschil in contrast te zien op het voormalige tracé. Bij de eerste kilometer na de aftakking van de spoorlijn richting Middelburg is dit bijvoorbeeld het geval. Ook de dam in noord-zuidrichting door de Wolphaartsdijkse Weel is gebleven als overblijfsel van de lijn. Verder zijn er in de dijken bij Wolphaartsdijk nog drie coupures terug te vinden. Deze coupures waren speciaal voor de tram gemaakt en waren afsluitbaar bij storm. De coupure in de Oudelandsedijk is weer in de oude staat hersteld, inclusief sporen en de afsluiting. De coupures in de Boomdijk en de Oude Veerdijk zijn gevuld met aarde, maar de stenen zijkanten zijn nog zichtbaar.